# Slovenska republiška liga 1976-1977
La Slovenska republiška nogometna liga 1976./77. (it. "Campionato calcistico della Repubblica di Slovenia 1976-77") fu la ventinovesima edizione del campionato della Repubblica Socialista di Slovenia. Era uno dei gironi delle Republičke lige 1976-1977, terzo livello della piramide calcistica jugoslava.
Il campionato venne vinto dal Rudar Velenje, al suo primo titolo nella slovenia repubblicana.

Questo successo diede ai "minatori" la promozione diretta in Druga Liga 1977-1978.
Il capocannoniere del torneo fu Teodor Gregorič, dell'Izola, con 18 reti.

## Le decisioni di Portorose
Il 17 aprile 1976, a Portorose, venne adottato un accordo che, definito il concetto di "sport di alto livello", ridisegnò completamente il calcio nella Repubblica Socialista di Slovenia: tutti gli atleti di talento sarebbero confluiti dai centri più piccoli a quelli più grandi, dotati di personale, finanze ed infrastrutture. I centri designati erano 12 (le "selezioni regionali"), quelli che avrebbero gareggiato nella Slovenska republiška nogometna liga, mentre tutti gli altri avrebbero svolto solo attività ricreativa. Il processo di formazione si sarebbe svolto in sette categorie: preselezione (dai 9 agli 11 anni), I. selezione (dagli 11 ai 13 anni), II. selezione (dai 13 ai 15 anni), III. selezione (da 15-17 anni), IV. selezione (dai 17 ai 19 anni), V. selezione (dai 19 ai 24 anni, Slovenska liga), VI. Selezione (Druga liga), VII. selezione (Prva liga). Erano interessate dalla riforma le società ricadenti nelle selezioni dalla I. alla V.

In poco tempo le conseguenze furono disastrose a causa dell'abbandono dell'attività sportiva dei giovani calciatori, della fuga degli sponsor e dalla perdita di interesse in un campionato dove non vi erano più retrocessioni.

Le 12 selezioni regionali individuate dalla Federcalcio slovena erano le seguenti (con le società che dovevano fornire i migliori talenti, quella prima nominata era quella che fungeva da base) :
- Mura = Mura, Beltinka, Čarda…
- Celje = Kladivar, Olimp, Brežice, Kovinar Štore…
- Šmartno = Šmartno, Šoštanj, Mozirje…
- Zasavje = Rudar Trbovlje, Zagorje, Litija, Hrastnik…
- Obala = Izola, Koper, Piran…
- Ilirija-Ljubljana = Ilirija, Ljubljana…
- Severna Primorska = Vozila, Primorje, Adria…
- Železničar = Železničar Maribor, Branik, Kovinar Maribor, Pohorje…
- Slovan = Slovan, Slavija, Krim…
- Drava = Drava, Aluminij, Osankarica…
- Unior = Dravinja, Šmarje, Šentjur…
- Gorenjska = Triglav, Korotan, Sava…

### La stagione 1976-77
La stagione 1976-77 fu di transizione: la Slovenska liga si svolse regolarmente, sebbene a fine torneo le società dovessero fondersi, mentre le divisioni inferiori furono sospese e le varie squadre dovettero disputare solo tornei ricreativi a livello comunale ed intercomunale. Questo portò all'abbandono dell'attività di molti calciatori e dirigenti sportivi. Le uniche società slovene non interessate erano quelle iscritte nei campionati federali, ovvero prima e seconda divisione (rispettivamente VII. e Vi. selezione).

## Squadre partecipanti
| Squadra         | Città           | Stagione 1975-76 | Stagione 1975-76  |
| Squadra         | Città           | Pos.             | Divisione         |
| --------------- | --------------- | ---------------- | ----------------- |
| Šmartno         | Šmartno ob Paki | 2°               | Slovenska liga    |
| Primorje        | Aidussina       | 3°               | Slovenska liga    |
| Železničar (Mb) | Maribor         | 4º               | Slovenska liga    |
| Mura            | Murska Sobota   | 5º               | Slovenska liga    |
| Izola           | Isola d'Istria  | 6°               | Slovenska liga    |
| Pohorje         | Ruše            | 7°               | Slovenska liga    |
| Rudar (Tr)      | Trbovlje        | 8º               | Slovenska liga    |
| Slavija Vevče   | Lubiana         | 9°               | Slovenska liga    |
| Kladivar        | Celje           | 10°              | Slovenska liga    |
| Ilirija         | Lubiana         | 11°              | Slovenska liga    |
| Litija          | Litija          | 1°               | Zonska liga Ovest |
| Rudar (Ve)      | Velenje         | 1°               | Zonska liga Est   |

## Classifica
|                      | Pos. | Squadra            | Pt | G  | V  | N | P  | GF | GS | DR  | A fine stagione                    |
| -------------------- | ---- | ------------------ | -- | -- | -- | - | -- | -- | -- | --- | ---------------------------------- |
|                      | 1.   | Rudar Velenje      | 32 | 22 | 13 | 6 | 3  | 38 | 13 | +25 |                                    |
|                      | 2.   | Mura               | 31 | 22 | 14 | 3 | 5  | 45 | 18 | +27 |                                    |
|                      | 3.   | Kladivar Celje     | 30 | 22 | 12 | 6 | 4  | 37 | 17 | +20 |                                    |
|                      | 4.   | Šmartno ob Paki    | 25 | 22 | 10 | 5 | 7  | 36 | 29 | +7  |                                    |
|                      | 5.   | Rudar Trbovlje     | 23 | 22 | 8  | 7 | 7  | 33 | 25 | +8  |                                    |
|                      | 6.   | Litija             | 23 | 22 | 8  | 7 | 7  | 24 | 26 | −2  | Confluisce nello Zasavje           |
|                      | 7.   | Pohorje            | 20 | 22 | 8  | 4 | 10 | 30 | 42 | −12 | Confluisce nello Železničar        |
|                      | 8.   | Izola              | 19 | 22 | 6  | 7 | 9  | 28 | 38 | −10 |                                    |
|                      | 9.   | Ilirija            | 17 | 22 | 5  | 7 | 10 | 24 | 34 | −10 |                                    |
|                      | 10.  | Primorje           | 17 | 22 | 4  | 9 | 9  | 26 | 40 | −14 | Confluisce nello Severna Primorska |
|                      | 11.  | Železničar Maribor | 14 | 22 | 5  | 4 | 13 | 25 | 37 | −12 |                                    |
|                      | 12.  | Slavija Vevče      | 13 | 22 | 5  | 3 | 14 | 19 | 46 | −27 | Confluisce nello Slovan            |
| Fonte: sportsport.ba |      |                    |    |    |    |   |    |    |    |     |                                    |

Legenda:
      Promosso in Druga Liga 1977-1978.
      Retrocesso nella divisione inferiore.
Note:
Due punti a vittoria, uno a pareggio, zero a sconfitta.